# Brycon striatulus
Brycon striatulus är en fiskart som först beskrevs av Kner, 1863.  Brycon striatulus ingår i släktet Brycon och familjen Characidae. Inga underarter finns listade.